# Kalle Ankas Pocket 11: Fiffige Musse
Fiffige Musse är Kalle Ankas Pocket nummer 11 och publicerades 1972. Den gavs ut av Hemmets Journal AB i Malmö och översattes av Ingrid Emond.

## Handling

### Musse och mannen från Sing-Song
På det ökända Sing-Song-fängelset har en av fångarna, Brutus Brottén, uppfunnit en apparat med vilken han kan läsa andras tankar. Några dagar senare släpps Malte Mollton från samma fängelse. Han har byggt ett säckpipeliknande musikinstrument, en trattofon, som avger en hemskt ljud när han spelar på den. Efter frigivningen tar han sig till Musseberg där han träffar Musse Pigg och får flytta in i hans garage. Brottén rymmer från fängelset och flyttar in bredvid Musse. Med hjälp av sin apparat lyckas han stjäla en dyrbar flöjt och ordnar så att Malte grips som misstänkt.

### Musse och den magiska snurran
Långben tror sig vara en mästerkock och deltar i en gastronomisk tävling på hotell Susodus. Kändiskockarna Mac Harony och Kal Ops hypnotiseras att avslöja sina hemliga recept av en skurk som vill sälja deras hemligheter.

### Tiden går, men guld består!
Joakim tar med Kalle och Knatte, Fnatte och Tjatte på inspektionsresa till en diamantgruva i Burma. Kalle flyger planet men havererar någonstans i djungeln. Precis där råkar Musse och Långben passera i jeep och räddar dem ur en besvärlig situation. Just då dyker Björnligans lokalavdelning upp. Långben, Kalle och Knattarna blir inlåsta bredvid en tigerbur medan Musse och Joakim måste åka till diamantgruvan för att hämta diamanter åt Björnligan.

### Musse Pigg och Bula-Bula-folket
Musse och Långben åker på semester till Miniatyrien där Långben kan fånga fjärilar till en utställning. De träffar Minipygg från Bula-Bula-folket som ber dem om hjälp: hans by har anfallits av tranor som hackar alla i huvudet. Alla där har tvingats fly och behöver hjälp att köra bort tranorna.

### Musse Pigg och den Svarta Hummern
Moderna Konstmuseet i Ankeborg vill köpa en tavla av den kände målaren Oleo Colore. Musse och Långben åker till Goditien där målaren bodde en gång och gav bort massor av tavlor. När Långben hjälper några lokalinvånare att fånga en haj ger de honom en Colore-tavla.

### Långben och trollraketerna
På Kap Raketo utanför Ankeborg skjuter man ut raketer i rymden men den senaste tiden har alla raketer exploderat strax efter uppskjutning. Forskarna vet inte att det är Tyra Trollpacka som är ansvarig eftersom rakterna faller ned på månen och rakt ned i häxornas trollkittlar.

## Tabell
| Serie nummer | Namn                              | Ritad av              | Manus                         | Originaltitel                    | Kommentar     |
| ------------ | --------------------------------- | --------------------- | ----------------------------- | -------------------------------- | ------------- |
| 1            | Musse Pigg klarar allt            | Bill Wright           | Dick Shaw                     | Goofy, Mickey Mouse              |               |
| 2            | Förhistoria                       | Giuseppe Perego       | Gian Giacomo Dalmasso         | Prologo a "Io, Topolino"         | ramberättelse |
| 3            | Musse och mannen från Sing-Song   | Romano Scarpa         | Romano Scarpa                 | Topolino e l'uomo di Altacraz    |               |
| 4            | Musse och den magiska snurran     | Romano Scarpa         | Romano Scarpa                 | Topolino e il vortice ipnotico   |               |
| 5            | Gott råd - vått råd               | Al Taliaferro         | Bob Karp                      | ?                                |               |
| 6            | Förståelse                        | Al Taliaferro         | Bob Karp                      | ?                                |               |
| 7            | Tiden går, men guld består!       | Sergio Asteriti       | Gian Giacomo Dalmasso         | Topolino e il ferragosto birmano |               |
| 8            | Musse Pigg och Bula-Bula-folket   | Giorgio Bordini       | Giorgio Bordini               | Topolino e i pigmei bitorzoluti  |               |
| 9            | Musse Pigg och den Svarta Hummern | Giovan Battista Carpi | Gian Giacomo Dalmasso         | Topolino e i fantasmi neri       |               |
| 10           | Långben och trollraketerna        | Luciano Bottaro       | Carlo Chendi, Luciano Bottaro | Pippo e i missili antimaliardi   |               |